# リヨンメトロC線
C線（セーせん、Ligne C）は、RATP開発の運営するフランス・リヨンのメトロ（地下鉄）路線の一つ。リヨン市内中心部のオテル・ド・ヴィル＝ルイ・プラデル駅と、リヨン近郊北部カリュイール＝エ＝キュイールのキュイール駅を結ぶ。1974年に開業。

## 概要
リヨン市庁舎から北西方面、クロワ・ルースを経由してカリュイール＝エ＝キュイールにいたる全長2.4kmの短い路線。
元々はケーブルカー路線「フィセル1」と呼ばれるクロワ＝パケのケーブルカーであったルートを改造した経緯をもっている。そのため、176‰に達する急勾配がある。そのため、ルートの一部にラックがあるという、地下鉄でありながらラック式鉄道である世界でもユニークな地下鉄である。
車体はA線、B線用とほぼ同一（車内は全席クロスシート）であるが、ラック式のため、ゴムタイヤはなく鉄輪のみである。オテル・ド・ヴィル駅〜クロワ＝ルース駅間のトンネル内急勾配ばかりではなく、平坦露地や橋梁上を走る区間も長いため、故障や凍結その他の原因による車輪の空転・滑走を抑える砂撒き装置を先頭車の床下に備えている。全線複線だがキュイール駅付近のみ単線。

C線の路線図

## 歴史
- 1891年4月12日、クロワ＝パケ駅（フランス語版）からクロワ＝ルース駅（フランス語版）間のケーブルカー「フィセル1」が開業。
- 1972年7月2日、ケーブルカー「フィセル1」が閉業。
- 1974年12月9日、クロワ＝パケ駅からクロワ＝ルース駅間が地下鉄として開通。
- 1978年5月2日、クロワ＝パケ駅からオテル・ド・ヴィル＝ルイ・プラデル駅間が開通。
- 1984年12月8日、クロワ＝ルース駅からキュイール駅（フランス語版）間が開通。

## 駅一覧
| 駅名                                 | 駅名                          | 接続路線     | 所在地                       | 所在地                       |
| ------------------------------------ | ----------------------------- | ------------ | ---------------------------- | ---------------------------- |
| オテル・ド・ヴィル＝ルイ・プラデル駅 | Hôtel de Ville - Louis Pradel | メトロ： A線 | リヨン                       | 1区                          |
| クロワ＝パケ駅                       | Croix-Paquet                  |              | リヨン                       | 1区                          |
| クロワ＝ルース駅                     | Croix-Rousse                  |              | リヨン                       | 1区、4区                     |
| エノン駅                             | Hénon                         |              | リヨン                       | 4区                          |
| キュイール駅                         | Cuire                         |              | カリュイール＝エ＝キュイール | カリュイール＝エ＝キュイール |

- 全線各駅停車、快速運転はない。